# 伊莉莎白·阿瑪莉埃 (黑森-達姆施塔特)
伊莉莎白·阿瑪莉埃（德語：Elisabeth Amalie，1635年3月20日—1709年8月4日），普法爾茨選侯夫人，黑森-達姆施塔特伯爵格奧爾格二世的女兒。

## 家庭
1653年，伊莉莎白·阿瑪莉埃與普法爾茨-諾伊堡的菲利普·威廉結婚，兩人共有8子6女：
1. 艾蕾諾爾·瑪格達琳（1655年—1720年）
2. 約翰·威廉（1658年－1716年）
3. 沃夫岡·格奧爾格·腓特烈（英语：Wolfgang George Frederick von Pfalz-Neuburg）（1659年－1683年）
4. 路德維希·安東（英语：Ludwig Anton von Pfalz-Neuburg）（1660年－1694年）
5. 卡爾三世·菲利普（1661年－1742年）
6. 亞歷山大·西吉斯蒙德（英语：Alexander Sigismund von der Pfalz-Neuburg）（1663年－1737年）
7. 法蘭茲·路德維希（英语：Francis Louis of Palatinate-Neuburg）（1664年－1732年）
8. 腓特烈·威廉（英语：Frederick Wilhelm von Pfalz-Neuburg）（1665年－1689年）
9. 瑪麗·索菲（1666年－1699年）
10. 瑪麗亞·安娜（1667年－1740年）
11. 菲利普·威廉·奧古斯特（英语：Philip William August, Count Palatine of Neuburg）（1668年－1693年）
12. 多蘿西亞·索菲（1670年－1748年）
13. 海德薇希·伊莉莎白（英语：Countess Palatine Hedwig Elisabeth of Neuburg）（1673年－1722年）
14. 利奧波丁·艾蕾諾爾（英语：Countess Palatine Leopoldine Eleonora of Neuburg）（1679年－1693年），早逝